# Salisaeta
Salisaeta es un género de bacterias gramnegativas de la familia Salisaetaceae. Actualmente(2024) sólo contiene una especie: Salisaeta longa. Fue descrita en el año 2009. Su etimología hace referencia a una cerda de sal. El nombre de la especie hace referencia a larga. Es aerobia, heterotrófica y halófila, requiriendo más de un 5% de NaCl, óptimo un 10%. Catalasa y oxidasa positivas. Tiene forma de bacilo de 15-30 μm de longitud. Temperatura óptima de crecimiento entre 37-46 °C, no crece por encima de 50 °C ni por debajo de 25 °C. Las colonias son rojas, circulares y convexas. Sensible a penicilina G, ampicilina, novobiocina y rifampicina. Resistente a estreptomicina, neomicina, bacitracina y anisomicina. Tiene un contenido de G+C de 62,9%. Se ha aislado de un microcosmos experimental con mezcla de agua del Mar Muerto y del Mar Rojo. Además, en esta especie se ha descrito un bacteriófago, el SSIP-1.